# Тростянка (приток Вихры)
Тростянка — речка в Смоленском и Краснинском районах Смоленской области России. Левый приток Вихры.
Длина 15 км. Исток у деревни Гмыри Смоленского района Смоленской области. Направление течения сначала на юг, потом на запад. Протекает через деревни Жарнево, Кобозево, Демидово, Юрчаги. Впадает в Вихру напротив деревни Чистяки.
В Тростянку впадает Ластовка, а также несколько безымянных ручьёв.